# قیف نورنبرگ

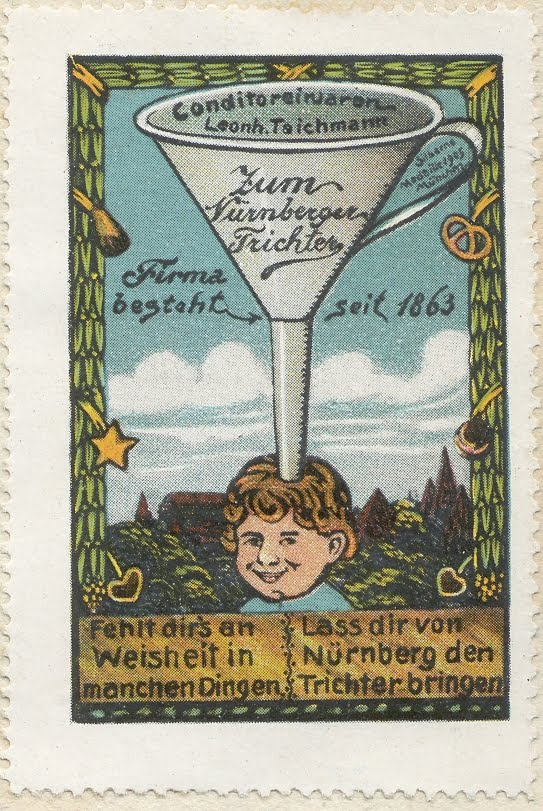
قیف نورنبرگ؛ تمبر تبلیغاتی، سال ۱۹۱۰.

قیف نورنبرگ (به آلمانی: Nürnberger Trichter) توصیفی است شوخ‌طبعانه از شیوه تعیلم و یادگیری‌ای که در آن کودک هیچ‌چیزی نمی‌داند و آموزگار همه‌چیز می‌داند. آموزگار جریانی از محفوظات را بر سر دانش‌آموز می‌ریزد و او هم معاف از ژرف‌اندیشی و هر گونه تلاش برای یافتن دست‌کم بخشی از دانش، صرفاً محفوظات سرازیر شده را می‌پذیرد.